# Il burbero di buon cuore
Die Oper Il burbero di buon cuore (Der Griesgram mit dem guten Herzen) ist ein Gemeinschaftswerk des Venezianers Lorenzo Da Ponte (Libretto) und des Valencianers Vicente Martín y Soler (Musik). Sie entstand als erstes ihrer fünf Drammi giocosi 1785/1786 in Wien und beruht auf der Komödie Le Bourru bienfaisant (Der wohltätige Griesgram) von Carlo Goldoni.

## Da Ponte und Martín y Soler

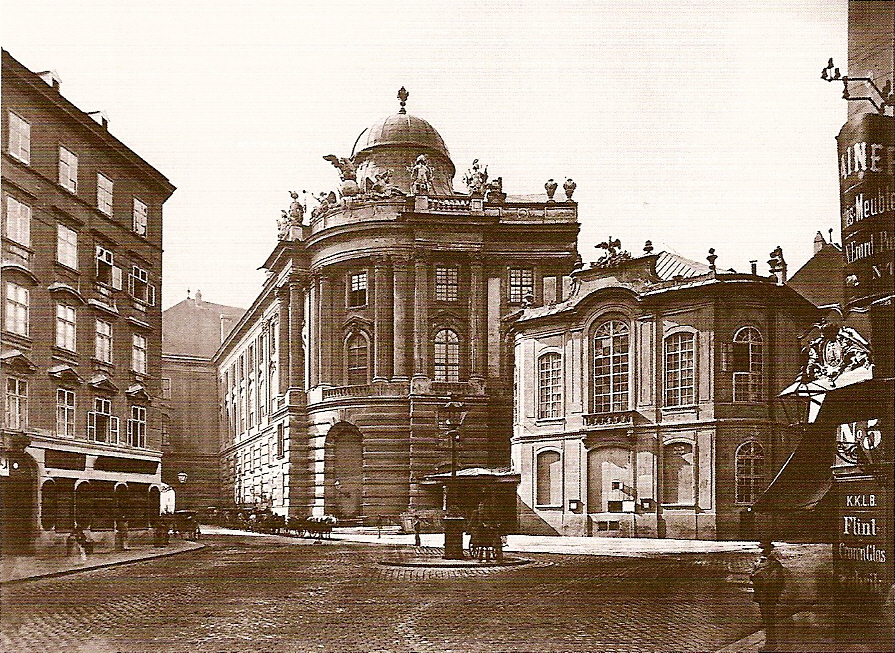
Winterreitschule (links) und altes Burgtheater (rechts), vor 1888

Kaiser Joseph II., der die Staaten des Hauses Österreich 1780–1790 im Geiste der Aufklärung regierte, war sein eigener Theaterdirektor. Nach einem Versuch, dem deutschen Singspiel zum Durchbruch zu verhelfen, beschäftigte er wieder eine italienische Operntruppe. Da Ponte traf gleichzeitig mit Mozart 1781 in Wien ein. Obwohl er noch kein einziges Libretto verfasst hatte, stellte ihn der Kaiser 1783 als Theaterdichter ein. Seinem Erstlingswerk auf diesem Gebiet – Il ricco d’un giorno für Salieri (1784) – war nur mäßiger Erfolg beschieden. Als Martín hingegen im Herbst 1785 nach Wien übersiedelte, hatte er bereits mehrere Opern geschaffen, unter anderem für die Höfe von Josephs Schwestern Maria Carolina in Neapel und Maria Amalia in Parma. Laut Da Ponte wurde der Komponist zudem von der Gattin des spanischen Botschafters in Wien, Isabel de Llano (1751–1821), protegiert. Die Zusammenarbeit der beiden Künstler habe Joseph II. persönlich veranlasst. Das Libretto konnte Da Ponte dem Tagebuch des Grafen Zinzendorf zufolge bereits am 10. Oktober 1785 im Haus von Oberstkämmerer Rosenberg vorlesen.

## Buffo- und Seria-Elemente
Wie Ulrich Konrad schreibt, wollte Da Ponte die typische Komik des Dramma giocoso zugunsten eines größeren Gleichgewichts zwischen Buffo- und Seria-Elementen und einer Intensivierung des Ausdrucks eindämmen, womit er eine neue Art des musikalischen Schauspiels geschaffen habe. Das Libretto enthalte aber immer noch vieles, was für die Opera buffa charakteristisch sei: Verkleidungen, Liebschaften, Arien mit philosophisch-moralisierenden Inhalten und ausgedehnte Finali. Während der Librettist sonst weitgehend der Vorlage gefolgt sei, habe er die Dialoge den Ansprüchen des Komponisten und der Singenden angepasst. Die obligate Reduktion der Zahl der Akte von drei auf zwei habe die Erfindung einer komischen Episode (Valerio in Ferramondos Schlafzimmer) erfordert, die sich zu einem ersten Finale ausbauen ließ. Ganz am Ende hingegen habe Da Ponte lediglich einen für die Opera buffa typischen moralisierenden Schluss hinzufügt.
Der Herausgeber der Partitur, Leonardo J. Waisman, identifizierte umfangreiche Zitate Martíns aus dessen eigenen in Italien entstandenen Werken.

## 20-jährige Engländerin als Angelica

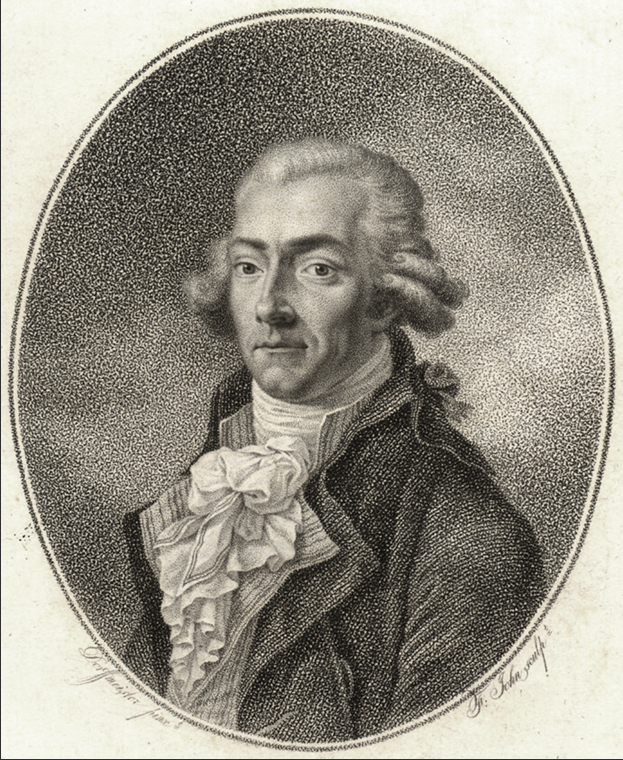
Der erste Ferramondo: Francesco Benucci (Friedrich John nach Joseph Dorffmeister)

An der Uraufführung fand Zinzendorf, aus unterschiedlichen Gründen, drei Ausführende bemerkenswert: „Die Storace sang gut, Benucci spielte perfekt, die Mandini ließ uns ihr schönes Haar sehen.“ Die italienisch-britische Sopranistin Nancy Storace (1765–1817) verkörperte Angelica. Da Ponte schreibt von der Schwester des Komponisten Stephen Storace: „Sie war in ihrer Blüte und das ganze Entzücken Wiens.“ In der Gazzetta di Napoli vom 9. Januar 1786 heißt es: „(…) man bewunderte die Meisterschaft der Frau Storace nicht nur in ihrem Gesang, sondern auch in ihrer wohlverstandenen Schauspielkunst.“ Den Ferramondo verkörperte der auch von Mozart gerühmte Primo buffo Francesco Benucci (1745–1824), seine Haushälterin Marina die ausdrucksvolle Französin Maria Mandini (Marie Vésian). Deren Gatte Stefano Mandini sang wohl den Dorval, Vincenzo Calvesi den Giocondo, Michael Kelly oder Paolo Mandini den Valerio, Celeste Coltellini oder Caterina Cavalieri die Lucilla.

## Handlung
Il burbero di buon cuore spielt in der adlig-großbürgerlichen Welt des damaligen Theater- und Opernpublikums. Gegeißelt werden darin die Einschränkung der Wahlfreiheit in der Liebe und die Abschiebung von Personen in Klöster – Themen, die Da Ponte und Martín später im Einvernehmen mit ihrem aufgeklärten Auftraggeber Joseph II. in Una cosa rara bzw. L’arbore di Diana erneut aufgriffen. Das Libretto verleugnet seine Herkunft aus dem französischen Sprechtheater nicht: Wenn dem Kaiser an Mozarts Partitur der Entführung aus dem Serail die „gewaltig vielen Noten“ auffielen, so am Burbero wohl die für eine Oper sehr zahlreichen Irrungen und Wirrungen, mit denen die Handlung gespickt ist.
Dabei lässt sich der Kern derselben in einem Satz erzählen: Die 16-jährige Waise Angelica soll auf ihr Glück mit dem jungen Valerio verzichten und Nonne werden oder aber den 40-jährigen Junggesellen Dorval heiraten, weil ihr Bruder Giocondo aus Liebe zu seiner ahnungslosen Gattin Lucilla Schulden gemacht hat – von denen ihn schließlich der vermeintlich menschenfeindliche Onkel Ferramondo befreit.
Die nachstehende Zusammenfassung folgt der existierenden Einspielung, die gegenüber der kritischen Ausgabe des Werkes etwas gestrafft ist.

### 1. Akt (Salon)

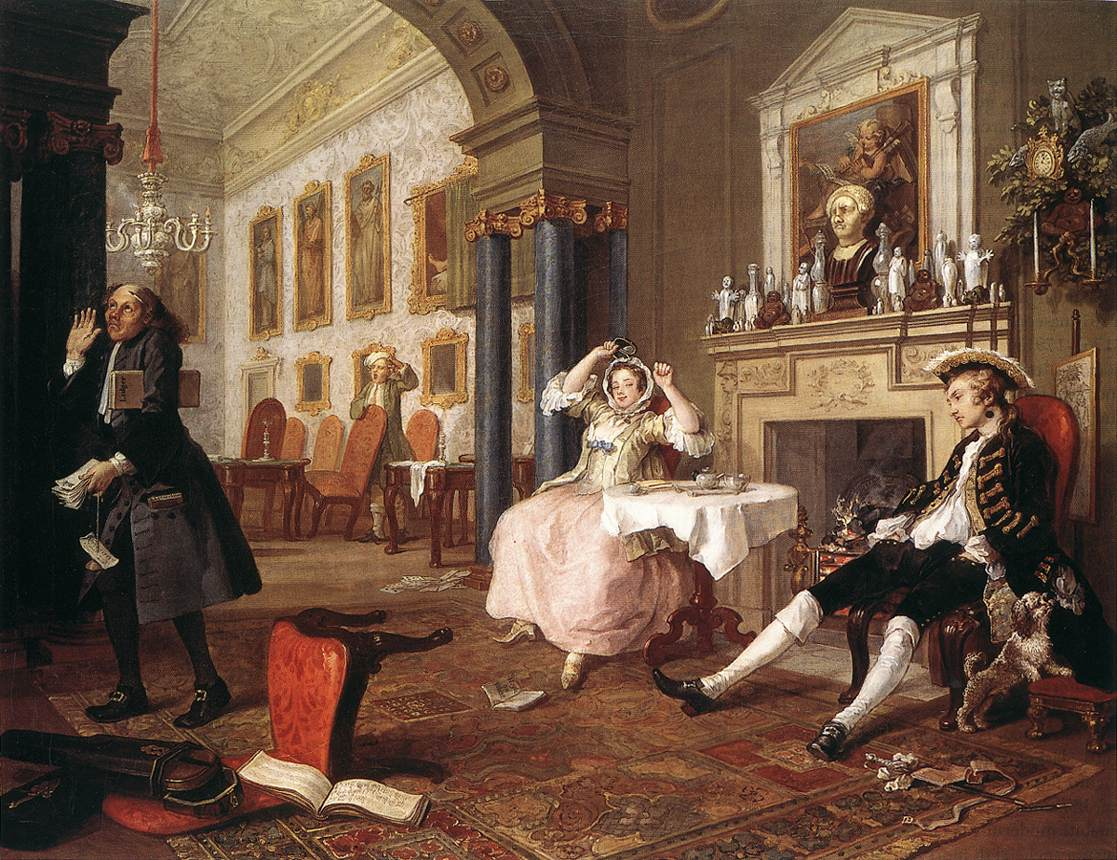
Schuldenwirtschaft (Hogarth, 1743)

Szenen 1–3: Nach der Ouvertüre (Video auf YouTube) sehen wir die junge Angelica ihren Geliebten Valerio wegschicken. Dies aus Angst vor ihrem Onkel Ferramondo, der laut seiner Haushälterin Marina zwar menschlich und großzügig, aber auch griesgrämig und streng ist. Valerio lässt sich von Angelica ewige Treue schwören. Er erklärt sich entschlossen, bei seinem Freund Giocondo, der die Vormundschaft über die elternlose Schwester ausübt, um Angelicas Hand anzuhalten.
Marina aber eröffnet dem Liebespaar, dass der „Herr Ritter“ (Giocondo) Angelica ins Kloster schicken wolle. Denn von seinem Vermögen und vielleicht auch von der Mitgift der Schwester sei nichts mehr übrig, was auf die Schuldenwirtschaft seiner Gattin, „Madamchen“ Lucilla, zurückzuführen sei:
„Se in casa ella resta,

Gran pranzi, gran cene,
 l’un va, l’altro viene:

D’un mese in un giorno l’entrata sen va.

Gran mode, se sorte, bijous d’ogni sorte,

Cappelli, cimieri, cavalli, forieri:

E un libro ha il mercante,
 se manca il contante,

Che i debiti accoglie di mezza città.“
„Bleibt sie zu Hause –

Große Mittag- und Abendessen,
 ein Kommen, ein Gehen:

Die Einkünfte eines Monats – weg an einem Tag.

Haute couture, wenn sie ausgeht, Schmuck aller Arten,

Hüte, Federbüsche, Pferde, Bediente:

Und ist man nicht flüssig,
 hat der Kaufmann ein Buch,

Wo die halbe Stadt anschreiben lässt.“
Valerio versichert Angelica, sie bleibe seine erste und einzige Liebe. Eher werde er sterben, als auf sie verzichten.
Szenen 4–6: Ferramondos Leidenschaft gilt dem Schachspiel. Bei seinem Freund Dorval, den der Diener Castagna holen soll, möchte er sich für eine verlorene Partie revanchieren. Der Meldung Castagnas, Giocondo wolle ihn sprechen, schenkt er kein Gehör. Marina hingegen gelingt es, ihm mitzuteilen, seine geliebte Nichte Angelica solle von ihrem Bruder ins Kloster gesteckt werden. Darauf erklärt Ferramondo in seiner Funktion als Familienoberhaupt, dies gehe nicht ohne seine Zustimmung. Marina solle Angelica herbeirufen. Die Haushälterin bittet ihn, das Mädchen nicht zu beunruhigen.
Szenen 7 f.: Angelicas Schüchternheit und Ferramondos Ungeduld erschweren die Kommunikation zwischen ihnen. Schließlich erfährt der Onkel doch, dass Angelica nicht ins Kloster gehen, sondern heiraten möchte. Nicht zu gestehen wagt sie hingegen, dass sie Valerio liebt. Ferramondo beschließt deshalb, ihr einen Gatten zu suchen, obwohl er als Junggeselle nicht begreifen kann, wieso sie auf Freiheit und Ruhe verzichten will. Er ist bereits weggegangen, als das Mädchen – die Hand auf dem Herzen – singt:
„Voglio marito, ma voglio quello

Ch’è tanto bello, che qui mi sta.

Solo per ridere vo maritarmi

E non per piangere la libertà.“
„Ich will einen Gatten, aber ich will jenen,

Der so schön ist, der hier drinnen ist.

Nur um zu lachen, will ich heiraten

Und nicht, um die Freiheit zu beweinen.“
Ferramondos Gedanken jedoch kreisen bereits wieder um die bevorstehende Schachpartie.
Szenen 9 f.: Als ihn Giocondo sprechen will, verlässt Ferramondo wütend das Zimmer. Giocondo klagt Dorval, dass der Onkel Lucilla zu Unrecht verurteile. Seine Gattin halte ihn für reicher, als er in Wirklichkeit sei, und wisse nichts von seinen finanziellen Schwierigkeiten. Giocondo erzählt (Video auf YouTube, bis 3.55):
„Degli anni sul fiore amore ci unì,

Nè mai di tal fiamma scintilla ne dramma

Finora languì.

Io stesso i piaceri l’ho avvezzata a seguir,

E ognor suoi voleri cercai prevenir.“
„In der Blüte der Jahre hat uns Liebe vereint,

Und von dieser Flamme ist kein Funke, kein Quentchen

Bisher erloschen.

Ich selbst habe sie daran gewöhnt, sich zu vergnügen,

Und ihr alle Wünsche an den Augen abgelesen.“

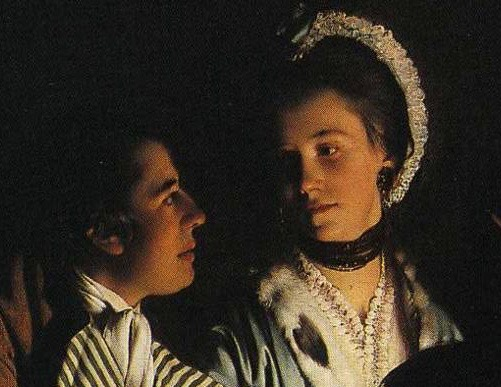
Junges Paar (Wright of Derby, 1768)

Dorval verspricht, bei Ferramonte ein gutes Wort für Giocondo einzulegen, auch wenn er ihm den Vorwurf nicht ersparen kann, in nur vier Jahren ein großes Vermögen durchgebracht zu haben. Dann erkundigt er sich nach Angelica, die immer schöner werde und (so deutet er an) in Gefahr stehe, ihre Jungfräulichkeit zu verlieren. Giocondo berichtet, dass er die Schwester deshalb – wenn auch nur vorübergehend – in einem Kloster unterbringen wolle, was ihm ein „Bravo!“ des Junggesellen Dorval einträgt.
Szenen 11 f.: Giocondo bittet auch Castagna, sich bei Ferramondo für ihn zu verwenden. Er verspricht, ihn dafür zu belohnen, wenn er wieder zu Geld komme. Doch der Diener, welcher keine komische Figur mehr ist wie der Arlecchino in der Commedia dell’arte, sondern Frau und vier Kinder hat, erwidert, ihm fehle nichts. Ein guter Lohn und ein guter Herr – das genüge ihm:
„Son trent’anni che porto livrea.

È il mestier che mio padre facea.

Non studiai la moral, la politica,

Anzi appena so far l’abbicì.

Pur in fondo un uom dotto mi credo,

E a un filosofo nulla noch cedo

Per le cose imparate in prattica,

Miglior libro che s’abbia oggidì.“
„Seit dreißig Jahren trage ich die Livree.

Es ist der Beruf, den mein Vater ausübte.

Ich studierte weder Moral noch Politik,

Ja beherrsche kaum das ABC.

Aber im Grunde glaube ich, ein gelehrter Mann zu sein,

Und einem Philosophen stehe ich in nichts nach

Durch das, was ich in der Praxis gelernt habe,

Dem besten Buch, das es heutzutage gibt.“
Gelernt habe er, wirklichen von eingebildetem Bedarf zu unterscheiden und nicht mehr auszugeben als einzunehmen. Wenn er keine Kapaune und keinen Wein habe, wisse er sich mit Wasser und Kohl zu begnügen (eine auch für damalige Verhältnisse magere Kost!). Im Notfall aber könne er sich auf Ferramondos Freigiebigkeit verlassen.
Szenen 13 f.: Giocondo möchte vermeiden, dass die geliebte Gattin von seinem Bankrott erfährt. Als ihm Lucilla klagt, der „verrückte“ Ferramondo begegne ihr mit Verachtung, bittet er sie, Geduld mit dem Onkel zu haben – eines Tages brauchten sie ihn vielleicht. Darauf stellt Lucilla die (rhetorisch gemeinte) Frage, ob sie vielleicht eine Verschwenderin sei. Als sie sich erkundigt, was den Gatten bedrücke, weicht dieser aus und bringt die Rede auf seine Schwester. Lucilla bittet Giocondo, Angelica nicht ins Kloster zu schicken, sondern zu verheiraten. Mit Valerio habe das Mädchen eine gute Partie in Aussicht. Doch Giocondo will auf das Thema nicht eingehen. Schließlich fragt Lucilla, ob es ihm um Angelicas Mitgift gehe. Völlig verunsichert singt sie:
„Chi sa, chi sa qual sia l’affanno del mio bene,

Se sdegno, gelosia, rabbia, dispetto, amor?

Voi che sapete, o Dei, i puri affetti miei,

Voi questo dubbio atroce, toglietemi dal cor!“
„Wer weiß, wer weiß, was es ist, das meinen Liebsten bedrückt,

Ob Entrüstung, Eifersucht, Wut, Ärger, Liebe?

Die ihr meine reinen Gefühle kennt, oh Götter, 
 Nehmt diese schreckliche Ungewissheit von meinem Herzen!“
Szenen 15–18: Lucilla versichert Angelica, sie habe mit der „Klostersache“ nichts zu tun. Die Verzweifelte entgegnet, die Ursache ihres Unglücks sei der Bankrott ihres Bruders. Lucilla, die aus allen Wolken fällt, verlangt Aufklärung. Darauf nennt Angelica die Schwägerin eine „bösartige Füchsin“. Nur ihretwegen verliere sie den Liebsten. Lucilla ihrerseits bezichtigt Angelica, Giocondo zu beleidigen. Marina gelingt es nicht, die Streitenden zu beruhigen. Als Ferramondo heimkommt, erklärt er barsch, Frauen hätten in seinem Salon nichts zu suchen. So kommt Angelica wieder nicht zu Wort, und Lucilla gelingt es nicht, sich für ihre Ausgabenfreudigkeit zu entschuldigen.
Szenen 19–21: Nicht besser ergeht es Dorval, als er mit Ferramondo über Giocondo sprechen will. Er solle schweigen, bekommt er zu hören, „von einem Leichtfuß, einem Verrückten, einem Sklaven seiner eigenen Frau“. Während Ferramondo sich auf das Schachspiel konzentriert, versucht ihm Dorval – einen lateinischen Philosophen zitierend – den Unterschied der Temperamente zu erklären: Den Freund beschreibt er als Choleriker, sich selber als Phlegmatiker. (Video auf YouTube)
Ferramondo gewinnt die Partie. Als Angelica zurückkommt, wagt sie trotz der guten Laune des Onkels immer noch nicht, ihre Liebe zu Valerio zu gestehen. Beim Anblick des Mädchens entfährt Dorval die Bemerkung: „Welch anmutiges Geschöpf!“ Worauf Ferramondo ohne Umschweife erklärt: „Wenn ihr sie wollt, könnt ihr sie haben!“ Er gebe ihm noch zehntausend Zechinen dazu.
Das Finale des 1. Aktes beginnt mit Einwänden Dorvals – namentlich wegen des Altersunterschieds –, die Ferramondo unter den Tisch wischt. Dorval beharrt jedoch darauf, dass Angelica selbst den Heiratsvertrag unterschreiben müsse. Ferramondo geht gleich zum Notar, um das erwähnte Dokument aufzusetzen. (Video auf YouTube)

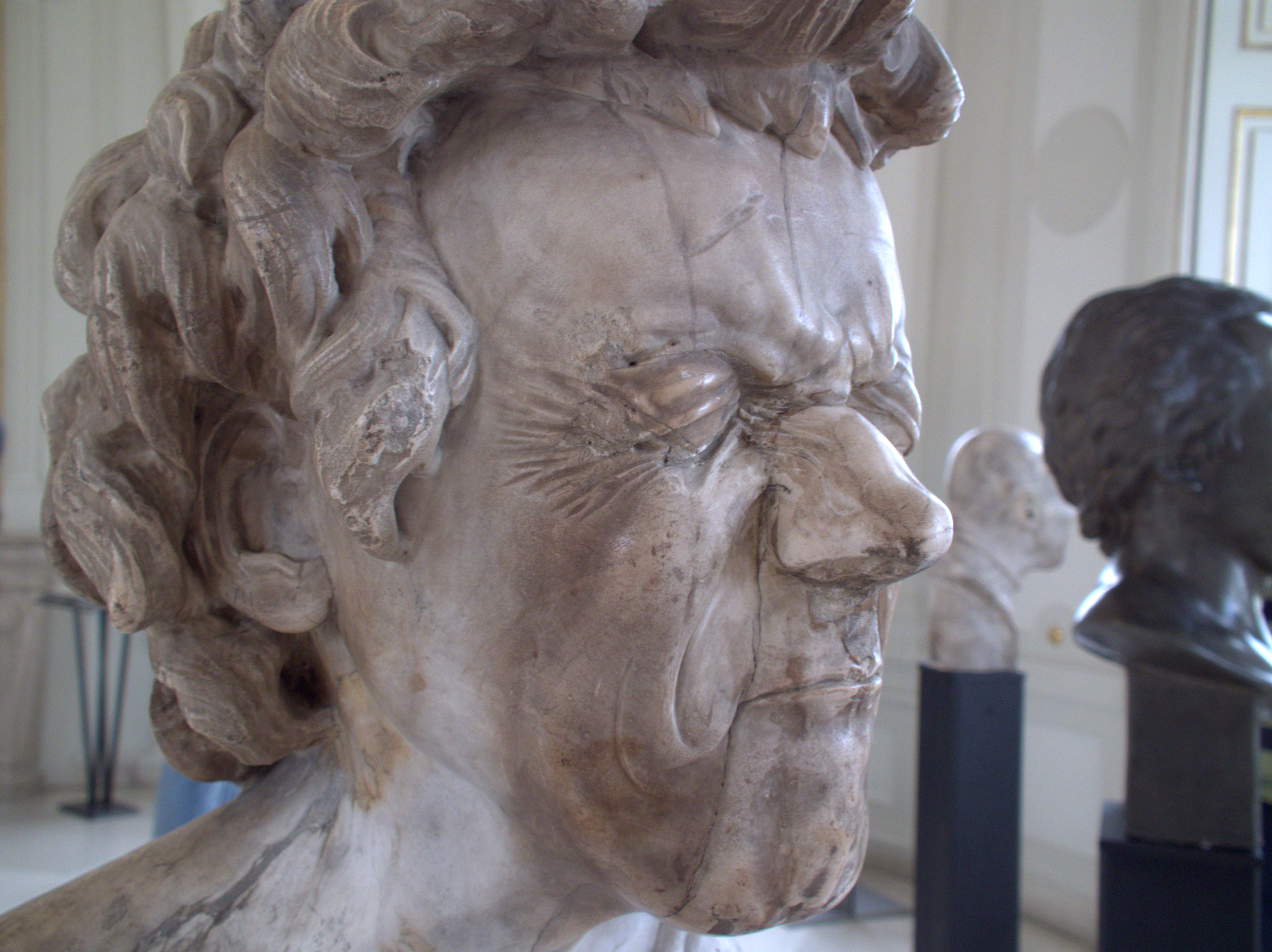
Franz Xaver Messerschmidt
(1736–1783): Charakterkopf.

Szenen 22 f.: Giocondo hat bang an der Tür gewartet. Aus aufgeschnappten Gesprächsfetzen schließt er, Dorval habe bei Ferramondo einen Sinneswandel bewirkt. Dass der Onkel seinen Freund „mein lieber Neffe“ nennt, bezieht er auf sich selbst. Auch glaubt er, Ferramondo sei zum Notar gegangen, um seinen Bankrott abzuwenden. Als ihm Dorval ankündigt, dass er Angelica heiraten werde, ist er zuerst verblüfft, dann aber erfreut. Er ruft Lucilla herbei und fordert sie auf, den künftigen Schwager zu umarmen. Über die Meinung seiner Schwester zu der hinter ihrem Rücken vereinbarten Heirat macht er sich keine Gedanken.
Szenen 24–27: Noch ohne zu ahnen, was ihr bevorsteht, beklagt Angelica ihr Schicksal. Als Valerio kommt, um Ferramondo um ihre Hand zu bitten, verstecken ihn Angelica und Marina (da sie Giocondos Tür verschlossen finden) im Zimmer des Hausherrn, der gerade vom Notar zurückkommt. In ebendieses Zimmer aber schickt Ferramondo Dorval, um Angelica unter vier Augen von ihrem „Glück“ zu unterrichten. Beim Öffnen der Tür entdeckt er den ihm unbekannten Valerio und schreit Zetermordio. Nun eilen die übrigen Hausbewohner herbei. Um Angelica zu ärgern, sagt Lucilla, Valerio habe zu ihr selber gewollt und sich in der Tür geirrt. Ferramondo jedoch spricht von Verrat und droht mit Rache. Die andern ziehen sich zurück, um den Tobenden nicht noch mehr zu reizen. (Video auf YouTube)

### 2. Akt (Saal)
Szenen 1–3: Ferramondo erkundigt sich bei Marina nach der Identität des Fremden in seinem Zimmer. Die Haushälterin behauptet, es handle sich um einen Modehändler, der Lucilla Schmuckstücke gebracht habe. Darauf fragt Ferramondo, in welchem Verhältnis der Mann denn zu Angelica stehe. Er gibt Marina jedoch keine Gelegenheit zu antworten. In der Zwischenzeit ist Valerio hinzugetreten, den Angelica vergeblich aufzuhalten versucht. Ferramondo verlangt die Waren des „Händlers“ zu sehen, doch kann Valerio nur den Verlobungsring vorweisen, den er der Geliebten bringen wollte. Geistesgegenwärtig zählt er eine Menge von Artikeln auf, die in seinem Laden zu haben seien. Ferramondo bleibt misstrauisch, verschiebt das Verhör der Nichte aber auf später.
Szenen 4 f.: Lucilla sagt Giocondo, sie habe die Verantwortung für Valerios Anwesenheit übernommen, um seine „undankbare“ Schwester zu verwirren. Angelica habe ihr nämlich gesagt, er sei bankrott und dafür sei sie, Lucilla, verantwortlich. In diesem Moment bringt Castagna einen Brief mit weiteren Hiobsbotschaften, den Giocondo Lucilla zu lesen gibt. Nachdem sie vom Inhalt Kenntnis genommen hat, singt sie (Video auf YouTube):
„Vado. Ma dove, o Dei,

Se de’ tormenti suoi,

Se de’ sospiri miei

Non sente alcun pietà?

Tu che mi parli al core,

Guida i miei passi, Amore,

Tu quel ritegno or togli,

Che dubitar mi fa!“
„Ich gehe. Aber wohin, oh Götter,

Wenn mit seinen Qualen,

Wenn mit meinen Seufzern

Keiner Mitleid empfindet?

Der du zu meinem Herzen sprichst,

Leite meine Schritte, Amor,

Befreie mich von dieser Angst,

Die mich verunsichert!“
Szenen 6–10: Wie Valerio Marina erklärt, will er Giocondo sein ganzes Vermögen anbieten und Angelica auch ohne Mitgift heiraten. Marina ihrerseits verspricht Angelica, an Ferramondos gutes Herz zu appellieren. Darauf werde er sicher ihrer Heirat mit Valerio zustimmen.
Angelica weiß noch nichts von den Plänen des Onkels. Dorval trifft sie allein an und vergisst angesichts ihrer Schönheit alle Bedenken gegen die geplante Mesalliance. Auf Angelicas bange Fragen rückt er damit heraus, dass Ferramondo einen Bräutigam für sie gefunden habe, und beschreibt diesen wie folgt:
„Immaginate, o cara, un uom tutto buon cor

Che da quegli occhi impara a sospirar d’amor.

Un uom immaginatevi senza capricci in testa.

La faccia è lieta e placida, la taglia come questa.

È sano, lo vedrete, e pieno di vigor.

Non è ricchissimo, ha quanto basta.

Tutti lo credono di buona pasta (…)“
„Denkt Euch, oh Liebe, einen Mann mit Herz,

Der von Euren Augen vor Liebe seufzen lernt.

Denkt Euch einen unkomplizierten Mann,

Heiteren, ruhigen Gesichts, von dieser Größe,

Gesund, wie Ihr sehen werdet, und voller Kraft,

Nicht der Reichste, aber wohlhabend genug.

Alle halten ihn für einen guten Kerl (…)“
Dass ihn Angelica während dieser Worte verstohlen mustert, entflammt Dorval weiter. (Video auf YouTube) Als er eingestehen muss, dass der Beschriebene vorgerückten Alters sei, stößt er auf Unglauben. Der Onkel wolle sie doch nicht etwa gegen ihren Willen verheiraten. Als Dorval angibt, er sei es, der Ferramondo den Plan eingeredet habe, erwidert Angelica, so könne er ihn ihm auch wieder ausreden. Dorval kommt zur Besinnung und verspricht ihr dies. Bei dem Heiratskandidaten handle es sich um einen beiderseitigen Bekannten. Angelica verbirgt nun nicht mehr, dass ihr Herz vergeben ist. Sie verspricht, Dorval ewig dankbar zu sein, wenn er es dahin bringe, dass sie ihren Geliebten heiraten könne. Er entgegnet, auch wenn der „Freund“ auf sie verzichten müsse, freue es ihn doch, sie glücklich zu machen.

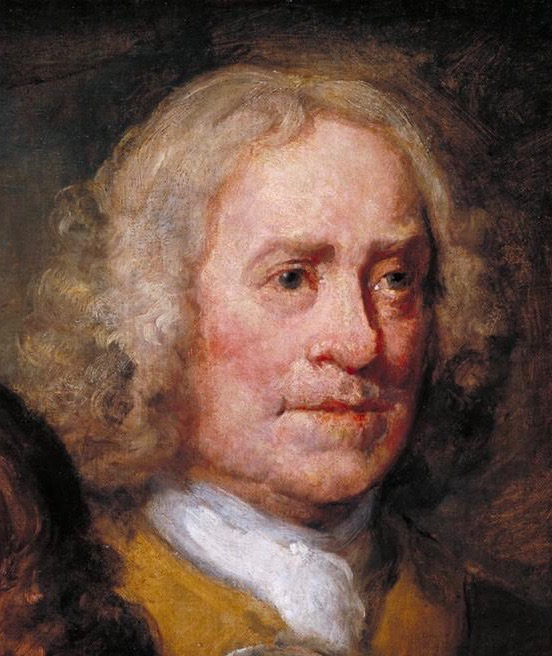
Alter Diener (Hogarth, ca. 1750/1755)

Dorval und Angelica geben sich einen unschuldigen Kuss, was der hinzutretende Ferramondo falsch interpretiert: Er fordert die Nichte auf, Dorval richtig zu umarmen. Dadurch wird ihr endlich klar, mit wem er sie verheiraten wollte. Dorval bringt Ferramondo bei, dass aus der geplanten Heirat nichts wird. Darauf bezichtigt ihn Ferramondo des Wortbruchs. Nach Dorvals Abgang lässt er seine Wut an Castagna aus, der vor Schreck hinfällt. Nun bereut Ferramondo seine Unbeherrschtheit: Er sagt dem Verletzten, er solle seine Frau den Wundarzt holen lassen, die Kosten übernehme er. Der Diener besingt darauf die Güte seines Herrn: Selbst wenn er sich den Hals gebrochen hätte, hätte er ihm dies vergeben müssen (was natürlich bittere Ironie ist).
Ferramondo jammert über die Schlechtigkeit der Welt, namentlich die angebliche Dummheit und Verderbtheit der Frauen. Angelica ihrerseits beklagt ihr Schicksal: Sie könne dem Geliebten nicht die Hand reichen, auch wenn er sie ohne Mitgift nehme, weil sie dann dem Onkel gegenüber undankbar erscheine.
Szene 11: Giocondo ist lebensmüde, mit der Zahlungsfähigkeit glaubt er auch seine Ehre verloren zu haben. Dorval schlägt ihm vor, mit Gläubigern und Freunden zu reden. Wenn nicht von diesen, könne er von Ferramondo Rettung erhoffen. Dorval glaubt aber einer Konfrontation mit dem Onkel nicht gewachsen zu sein. Er habe die Einkünfte der kommenden zehn Jahre und das Vermögen der Gattin durchgebracht. Orval erwidert, die ganze Stadt lebe auf Kredit und Lucilla selbst habe ihre Mitgift verschwendet. Übel sei allerdings, dass sogar jene der Schwester weg sei, doch auch dies lasse sich lösen. Gemeinsam rufen sie dem Publikum zu, die Geldbörse sei das Wichtigste, worauf man im Leben zu achten habe.
Szenen 12–15: Giocondo bittet Ferramondo um Verzeihung. Was er falsch gemacht habe, sei aus unschuldiger Liebe geschehen. Er müsse sterben, wenn der Onkel seine Ehre nicht rette. (Video auf YouTube, ab 3.56) Der Appell an Ferramondos Mitgefühl hat das erhoffte Ergebnis: Dieser übernimmt – wenn auch fluchend – die ganzen Schulden des Neffen. Lucilla aber solle ihm nie mehr vor Augen treten. Vergeblich beteuert Giocondo, dass an seinem Bankrott nicht die Gattin schuld sei.
Das Finale der Oper beginnt damit, dass Ferramondo den Neffen wegjagt und das eben abgegebene Versprechen widerruft. Er verabscheue Lucilla. Giocondo bittet ihn, dies nicht zu sagen, er werde sonst vor Kummer sterben.
Lucilla erscheint in unordentlichem Aufzug und bittet ihrerseits um Verzeihung. Dabei sinkt sie Ferramondo ohnmächtig zu Füßen. Dann erklärt sie sich bereit, das Haus und Giocondo zu verlassen. Gerührt erbarmt sich der Griesgram auch ihrer und heißt sie, dazubleiben und ihren Gatten zu lieben.
Marina erinnert ihren Herrn an das Schicksal Angelicas, worauf er diese herbeirufen lässt. Ihr „verrückter“ Bräutigam könne ebenfalls kommen. Dorval geleitet Angelica und Valerio hinein und anerbietet sich, deren Trauzeuge zu sein. Nochmals auf Messers Schneide steht das Happy End, als Ferramondo in Valerio den angeblichen Modehändler erkennt. Schließlich verzeiht er den Beteiligten aber auch diese „Schurkerei“. Dass Angelica ohne Mitgift heiraten soll, hält er hingegen für unvereinbar mit der Ehre seines Hauses und verspricht darum, ihr selber eine solche auszusetzen. Wenigstens ansatzweise zum Optimismus des Aufklärungszeitalters bekehrt, verkündet er am Schluss:
„Questa vita è bella e cara,

Non v’è nulla da ridir.

Ma vivendo ognun impara

che bisogna assai soffrir.“
„Dieses Leben ist schön und gut,

Dies lässt sich nicht bestreiten.

Aber jeder lernt hienieden,

Dass man auch viel leiden muss.“
Die andern ergänzen diese Feststellung mit folgendem Aufruf:
„Negli affanni e nelle pene

Non perdiam mai la sperenza!

Presto o tardi vien il bene

E compensa ogni martir.“
„Verlieren wir in Bedrängnissen

Und Leiden die Hoffnung nie!

Früher oder später kommt das Gute

Und entschädigt für alle Opfer.“

## Erfolg

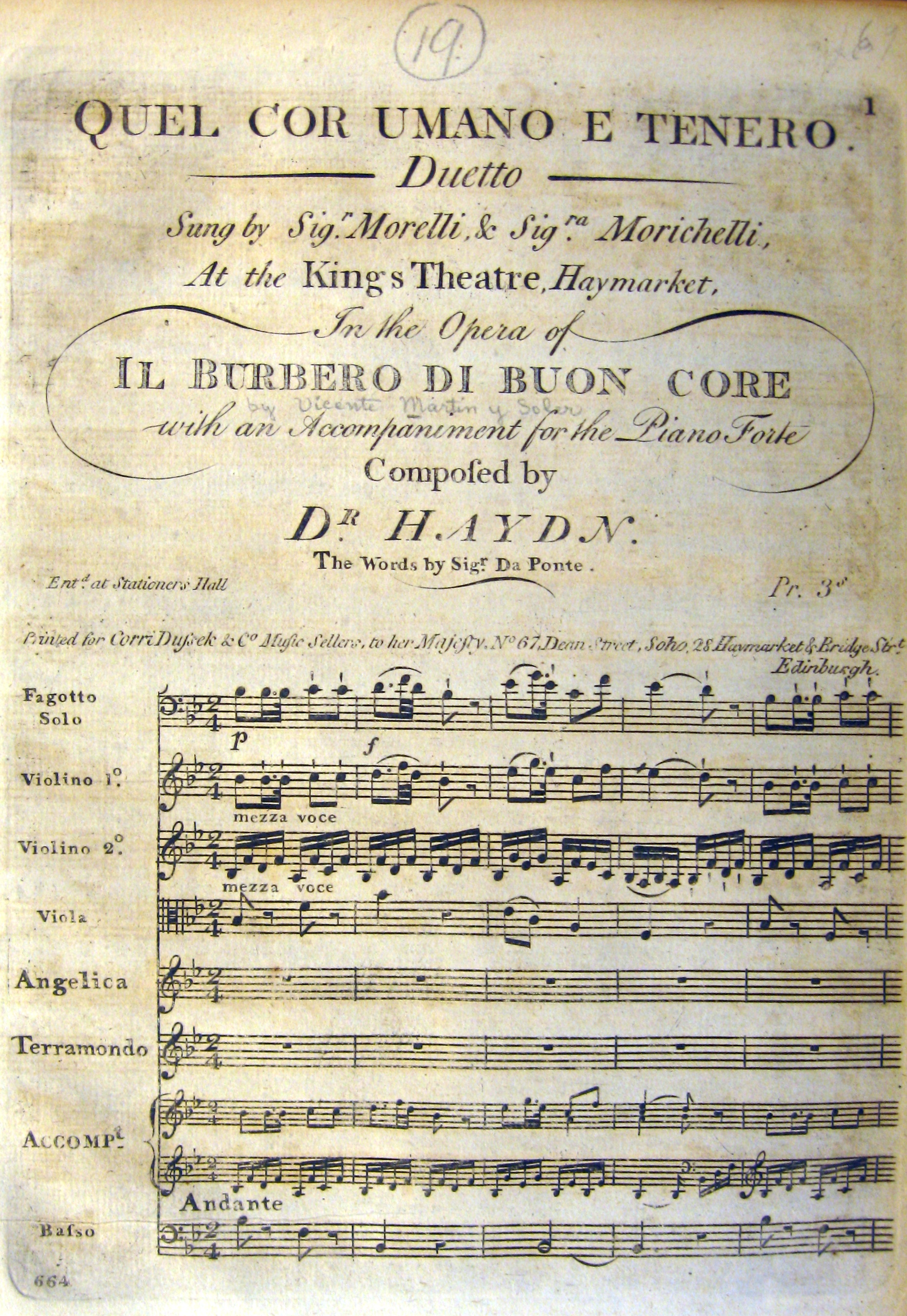
Joseph Haydn: Duett für Il burbero di buon cuore, London 1794/1795

Laut Da Ponte hatte sein Konkurrent Casti verbreitet, Goldonis Komödie eigne sich nicht zur Umarbeitung in eine Opera buffa. Von der Uraufführung aber berichtet der Dichter, dass „viele Zuschauer, unter ihnen auch der Kaiser, einige Male sogar nach Rezitativen applaudierten“. Joseph II. habe ihm gesagt: „Wir haben gesiegt.“ Sowohl die Musik als auch die Worte hätten ihm gefallen. Damit übereinstimmend, berichtet die Gazzetta di Napoli: „Das Schauspiel bekam reichlich Beifall (…)“ Il burbero di buon cuore machte Martín zum Lieblingskomponisten des Kaisers.
Zu dreizehn Aufführungen am Burgtheater kamen 1789 sieben weitere hinzu. Damals ersetzte Mozart der Neubesetzung der Rollen wegen die Arien der Lucilla „Chi sa, chi sa qual sia“ (KV 582, Video auf YouTube) und „Vado. Ma dove, o Dei“ (KV 583, Video auf YouTube). Il burbero di buon cuore war in Wien weniger erfolgreich als Martíns spätere Werke Una cosa rara und L’arbore di Diana, aber immerhin gleich erfolgreich wie Mozerts Nozze di Figaro und erfolgreicher als dessen Don Giovanni und Così fan tutte.
Es folgten Inszenierungen in Prag, Venedig, Triest, Dresden, Rom, Bologna, Paris, Madrid, London, Barcelona und Sankt Petersburg. Nach einer „unnachahmlichen Vorstellung“ in Venedig war der englische Agrarwissenschaftler Arthur Young 1789 voll des Lobes über „Genie und Geschmack des Signore Martini“. Für eine Londoner Inszenierung schrieb Haydn 1794/1795 das Duett „Quel cor umano e tenero“ (Hob. XXV/a Anh., Video auf YouTube).

## Diskografie
- Teatro Real, Madrid, Christophe Rousset. Dynamic, CD und DVD (2007). Libretto mit Übersetzung ins Englische (Digitalisat).